# 罗崇雯
罗崇雯（？—），女，汉族，中华人民共和国政治人物。现任澳门广播电视股份有限公司执行委员会主席。第十四届全国政协委员。